# Clyde (Alberta)

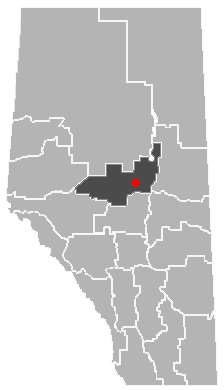

Clyde est un village (village) du Comté de Westlock, situé dans la province canadienne d'Alberta.

## Démographie
En tant que localité désignée dans le recensement de 2011, Clyde a une population de 503 habitants dans 197 de ses 211 logements, soit une variation de 7.0% avec la population de 2006. Avec une superficie de 1,356 8 km2, village possède une densité de population de 370,725 2 hab/km2 en 2011.
Concernant le recensement de 2006, Clyde abritait 470 habitants dans 179 de ses 195 logements. Avec une superficie de 1,356 8 km2, village possédait une densité de population de 346,4 hab/km2 en 2006.
| 2001 | 2006 | 2011 | 2016 |
| ---- | ---- | ---- | ---- |
| 491  | 470  | 503  | 430  |